# Římskokatolická farnost Žerotice
Římskokatolická farnost Žerotice je územní společenství římských katolíků s farním kostelem svatého Martina v moravskokrumlovském děkanství.

## Historie farnosti
Mezi první zmínky o vsi Žerotice lze považovat listinu z roku 1190 v Louce u Znojma, kde je podepsán farář žerotický. V roce 1237 potvrzuje papež Řehoř IX. premonstrátskému klášteru v Zábrdovicích ves Žerotice. V listině farního kostela ve Křtěnci (Trstěnice) datované 1253 je mezi jinými svědky zmíněn jakýsi Boreas, farář ze Žerotic. Lze se tedy domnívat, že již na přelomu 12. a 13. století ves s kostelem a farou existovala. Farní kostel je zasvěcený svatému Martinu a jeho původ sahá do období po husitských válkách.

## Duchovní správci
Od 1. října 2011 do července 2014 byl farářem R. D. Jiří Cajzl. Od srpna 2014 byl ustanoven novým farářem R. D. Mgr. František Alexa.

## Bohoslužby
| Kostel                  | Místo     | Bohoslužba (den)    | Hodina                         | Poznámka        |
| ----------------------- | --------- | ------------------- | ------------------------------ | --------------- |
| svatého Martina         | Žerotice  | neděle středa pátek | 8.00 17.00 (zima)/18.00 (léto) | farní kostel    |
| svatého Jakuba Staršího | Želetice  |                     |                                | filiální kostel |
| svatého Dominika        | Tvořihráz | neděle              | 8.15 (3. v měsíci)             | kaple           |

## Aktivity ve farnosti
Dnem vzájemných modliteb farností za bohoslovce a bohoslovců za farnosti brněnské diecéze je 29. leden. Adorační den připadá na 16. března.
Ve farnosti se pravidelně koná tříkrálová sbírka. Výtěžek sbírky v roce 2018 dosáhl v Žeroticích 22 880 korun.